# 1946 în televiziune
Anul 1946 în televiziune a implicat câteva evenimente semnificative. Mai jos este o listă a evenimentelor legate de televiziune din 1946.
Numărul de programe de televiziune a crescut semnificativ după Al Doilea Război Mondial.
Acesta a fost primul „sezon de televiziune de rețea” din Statele Unite ale Americii și doar NBC și DuMont au operat rețele.
- 4 ianuarie – You Be the Judge are premiera la CBS[2]

- 4 februarie – RCA demonstrează un sistem de televiziune color complet electronic.

- 22 aprilie – CBS transmite un scurtmetraj de film Tehnicolor prin cablu coaxial de la Manhattan la Washington (332 de kilometri) și retur.